# Choé
Nguyễn Hải Chí (sinh 11 tháng 11 năm 1943 - mất 12 tháng 3 năm 2003) là một họa sĩ vẽ tranh biếm của Việt Nam, nổi tiếng với bút danh Chóe, ngoài ra ông còn có bút danh Trần Ai, Cap, Kit. Ông được coi là "họa sĩ biếm số một của Việt Nam" với những tranh biếm đặc sắc phê phán những thói hư tật xấu của xã hội qua nhiều thời kỳ. Ông vẽ chủ yếu là tranh sơn dầu, giấy dó và tranh lụa. Ngoài vẽ, Chóe còn được biết đến như một nhà văn, nhà thơ, nhạc sĩ.

## Tiểu sử & sự nghiệp
Nguyễn Hải Chí sinh ngày 11 tháng 11 năm 1943 tại Cái Tàu Thượng, tức làng Hội An thuộc tổng An Thạnh Thượng, quận Châu Thành, tỉnh Sa Đéc (từ năm 1957 đến nay là xã Hội An thuộc quận và sau đó là huyện Chợ Mới, tỉnh An Giang). Sau đó gia đình ông chuyển về dưới chân Núi Sam, thuộc xã Vĩnh Tế, quận Châu Phú, tỉnh Châu Đốc (nay đã chia thành xã Vĩnh Tế và phường Núi Sam cùng thuộc thành phố Châu Đốc thuộc tỉnh An Giang).
Do hoàn cảnh gia đình rất nghèo, ông phải nghỉ học từ năm lớp 2, đi làm kiếm sống từ năm 9 tuổi. Ông làm đủ nghề: đập đá, đốn củi, chăn bò mướn...
Năm 1960, bị cán bộ Cộng sản ép lên núi hoạt động du kích nên ông bỏ trốn về Mỹ Tho, xin làm việc tại một phòng vẽ quảng cáo và học vẽ tại đây.
Năm 1963, ông làm thơ đăng báo để tán tỉnh cô Nguyễn Thị Kim Loan, người sau này trở thành vợ ông.
Năm 1964, ông đi quân dịch, năm sau được chuyển về làm việc tại Bộ Tổng Tham mưu Quân lực Việt Nam Cộng hòa. Lúc này ông bắt đầu làm thơ, viết truyện gửi đăng báo. Năm 1966 ông được báo Tiền Tuyến trao giải "Truyện ngắn xuất sắc nhất." Từ đó ông đã thâm nhập vào làng báo Sài Gòn
Cuối năm 1969, ông chuyển qua vẽ hí họa cho tờ Diễn đàn, từ đây ký tên Chóe, nghệ danh do nhà văn Viên Linh đặt, lúc đó là chủ bút báo Diễn đàn. Sau đó ông còn vẽ cho nhật báo Báo Đen năm 1970, nhưng vẫn chưa được nhiều người lưu ý.
Năm 1971, ông chuyển qua cộng tác với báo Sóng Thần. Tại đây ông bắt đầu được biết tới, và nổi tiếng từ mùa hè năm 1972. Các tranh biếm của ông được các báo danh tiếng thế giới như The New York Times, Newsweek...chọn đăng. Ông còn viết thêm truyện dài đăng hàng ngày với tựa đề "Cái gọi là".
Trong giai đoạn nóng bỏng của chiến tranh Việt Nam, ông đã vẽ nhiều nhân vật nổi tiếng: Richard Nixon, Henry Kissinger, Nguyễn Văn Thiệu, Nguyễn Cao Kỳ, Trần Văn Hương, Võ Nguyên Giáp, Lê Đức Thọ... Một số tranh của ông đã đụng đến vấn đề nhạy cảm do đó ông bị chính quyền bắt giam từ tháng 2 năm 1975. Thời gian ở tù như bị giam lỏng, cả ngày ông chỉ chơi cờ tướng và đọc truyện kiếm hiệp, và ông tự học đàn và sáng tác nhạc trong thời gian ở tù.
Sự kiện 30 tháng 4 năm 1975 diễn ra, Nguyễn Hải Chí tự thoát khỏi nhà ngục sau 3 tháng ở tù. Mấy tháng sau ông được nhận vào làm báo Lao động Mới với nhiệm vụ trình bày tờ báo.
Tháng 4 năm 1976, có tên trong danh sách những tên “biệt kích văn hóa”, trong chiến dịch khởi động ngày 3 tháng 4 năm 1976, một năm sau ngày chiến tranh Việt Nam kết thúc, cùng hàng trăm nhà văn, nhà báo, nghệ sĩ, nhân sĩ miền Nam bị xếp hạng “phản động”: Trần Dạ Từ, Đằng Giao, Doãn Quốc Sỹ, Nguyễn Mạnh Côn, Nguyễn Hữu Hiệu, Hoàng Anh Tuấn, Thân Trọng Kỳ, Hoàng Vĩnh Lộc, Trịnh Viết Thành, họa sĩ Chóe, Như Phong Lê Văn Tiến, linh mục Trần Hữu Thanh, linh mục Đinh Bình Định, thượng tọa Thích Huyền Quang... ông bị bắt đi học tập cải tạo cho đến cuối năm 1985 tại các nhà giam Chí Hòa rồi trại cải tạo Gia Trung, Pleiku. Sau đó ông vượt biên nhưng bị bắt và phải trở lại tù thêm lần nữa.
Từ năm 1990, do không xác định được thời hạn tù, ông bị từ chối đơn xuất cảnh theo diện H.O. Ông ở lại Việt Nam hành nghề vẽ tranh bán cho khách nước ngoài. Ông cộng tác với phòng tranh Tự Do tại Thành phố Hồ Chí Minh, để trưng bày và bán tranh lụa, giấy dó và tranh sơn dầu, ký tên Vân Bích. Ít lâu sau, ông được nhiều tờ báo trong nước đề nghị cộng tác trở lại. Tranh của ông tiếp tục xuất hiện trên nhiều tờ báo và tạo được phong cách riêng trong việc phê phán những thói hư tật xấu, những tiêu cực của xã hội.
Năm 1997, Chóe bị đột quỵ, dẫn đến bại liệt một thời gian. Trước đó ông cũng đã mắc phải bệnh tiểu đường. Từ năm 1998 tới 2001, ông có 2 lần sang Pháp điều trị nhưng không thuyên giảm. Từ năm 2001, ông bắt đầu đi đứng khó khăn, mù mắt trái, mờ mắt phải, từ đó không vẽ nữa mà chuyển qua làm thơ, viết nhạc.
Cuối năm 2002, ông được bạn bè giúp đỡ đưa sang Virginia, Hoa Kỳ chữa bệnh. Ngày 22 tháng 2 năm 2003, ông đột ngột bị ngộp thớ, 10 ngày sau đột quỵ và đứt mạch máu não.
3 giờ 50 phút sáng ngày 12 tháng 3 năm 2003, ông qua đời tại bệnh viện Fairfax, Virginia. Lễ tang được cử hành tại nhà thờ các thánh tử đạo Arlington, sau đó được đưa về Việt Nam an táng tại nghĩa trang nhà thờ Thánh Mẫu, huyện Định Quán, tỉnh Đồng Nai.

## Tác phẩm
Ngoài rất nhiều tranh biếm đã được đăng trên các báo, còn những tuyển tập thu thập các tác phẩm của Chóe: 
Sách
- The World of Chóe (Thế giới của Chóe), do nhà báo Mỹ Barry Hilton đã thu thập một số tranh biếm họa của ông, do nhà xuất bản Glade Publications ấn hành tại Mỹ năm 1973.
- Lai rai vẽ viết - bút ký (nxb Lao động, 1992)
- Tử tội - tuyển tập tranh hí họa, thơ, văn, nhạc (nxb Tiếng quê hương, Hoa Kỳ, 2001) [8]
- Nghề cười, tuyển tập tranh, thơ, văn, nhạc (nxb Văn hóa Văn nghệ, 2013) [9]

Một số ca khúc
- Ngả lưng trên đồi
- Gió
- Mưa
- Khi dứt cơn mưa
- Dù ta xa nhau
- Bên vườn nhà em
- Khi đến cuối đời [4][10]

## Vinh dự
Trong sự nghiệp đồ sộ của mình, họa sĩ Chóe đã được nhiều vinh dự trong lẫn ngoài nước:
- Năm 1966, ông được báo Tiền tuyến trao giải "truyện ngắn xuất sắc".
- Năm 1973, nhà báo Mỹ Barry Hilton đã thu thập một số tác phẩm của ông định in thành sách phát hành tại Mỹ dưới tên "The World of Chóe" (Thế giới của Chóe) và gọi ông là "cây biếm hoạ số 1 của Việt Nam", nhưng ý định này đã bị Bộ ngoại giao Mỹ cản trở.[cần dẫn nguồn]
- Năm 1973, tuần báo New York Times bình chọn Chóe là một trong 8 họa sĩ biếm họa xuất sắc trên thế giới của thập niên 1970.
- Năm 1995, Chóe được Phó tổng lãnh sự Nhật Bản mời tham dự cuộc triển lãm tranh quốc tế với chủ đề "Phụ nữ nước tôi" tổ chức tại một số thành phố ở Nhật.
- Ông được tuần báo L'Hebdo của Pháp chọn là một trong 6 người Việt tiêu biểu từ 1975 tới 1995 với đặc trưng là "Họa sĩ bướng bỉnh".
- Năm 1998, ông có cuộc triển lãm tranh tại Pháp. Khi tới thăm Roma, ông được đặc ân diện kiến đức Giáo hoàng John Paul II tại Tòa thánh Vatican.
- Năm 2004, 29 tranh chân dung của Chóe về những người phụ nữ đoạt giải thưởng Nobel được trưng bày ở Stockholm nhân "Ngày Việt Nam" ở Thụy Điển.[1][3][4]